# Ion

Lithium-Ion Li^{+}: Den drei rot gefärbten Protonen im übergroß dargestellten Atomkern stehen zwei blau dargestellte Elektronen gegenüber.

Ein Ion [i̯oːn] ist ein elektrisch geladenes Atom oder Molekül. Ionen bilden als chemische Verbindungen oft Salze. Sie existieren auch in Lösung oder in einem Plasma.
Atome und Moleküle haben im gewöhnlichen, neutralen Zustand genauso viele Elektronen wie Protonen. Besitzt ein Atom oder Molekül jedoch ein oder mehrere Elektronen weniger oder mehr als im Neutralzustand, so hat es dadurch eine elektrische Ladung und wird als Ion bezeichnet:
- Ionen mit Elektronenmangel sind positiv geladen,
- Ionen mit Elektronenüberschuss negativ (siehe Ladungszahl).

Schnelle Ionen, die sich in eine Richtung bewegen, werden in der Atomphysik, Kernphysik und Teilchenphysik untersucht oder verwendet, siehe Ionenstrahlung, Ionenquelle oder Teilchenbeschleuniger. Ein Plasma (z. B. im Inneren der Sterne) ist ein ungeordnetes Ensemble aus Ionen (zumeist völlig ionisierte, d. h. elektronenlose Atomkerne) und den abgespaltenen Elektronen, die sich beide wie die Moleküle eines Gases ungeordnet in alle Richtungen bewegen, entsprechend der hohen Temperatur jedoch sehr viel schneller.
Die folgenden Ausführungen beziehen sich im Wesentlichen auf langsame oder stationäre Ionen.
In der Chemie werden
- positiv geladene Ionen Kationen genannt und
- negativ geladene Anionen,

denn sie wandern in einem elektrischen Feld als Ionenstrom zur Kathode („Minuspol“ des Feldes) bzw. zur Anode („Pluspol“). Von dieser Fähigkeit zu wandern bekamen die Ionen ihren Namen.
In einem Lösungsmittel bildet sich um das Ion eine Solvathülle. Aufgrund der elektrostatischen Anziehung zwischen Anionen und Kationen bilden sich in Lösungen Ionenpaare. Ionen können eine Ladung transportieren, dieses bewirkt eine elektrische Leitfähigkeit.

## Begriffsgeschichte
Der Begriff Ion ist von altgriechisch ἰόν ión, deutsch ‚das Gehende‘  (Partizip Präsens Aktiv Neutrum zu altgriechisch ἰέναι iénai, deutsch ‚gehen‘) abgeleitet.
Bei seinen Untersuchungen zur Elektrizität war Michael Faraday unzufrieden mit den Begriffen, die ihm zur Beschreibung chemischer Zersetzungen unter dem Einfluss elektrischen Stroms zur Verfügung standen. Er wandte sich daher Anfang 1834 u. a. an William Whewell. Dieser schlug neben weiteren auch die Bezeichnungen Ion, Kation und Anion vor; seitdem wurden sie von Faraday benutzt. Sie verbreiteten sich dann rasch in der wissenschaftlichen Nomenklatur.

## Bildung

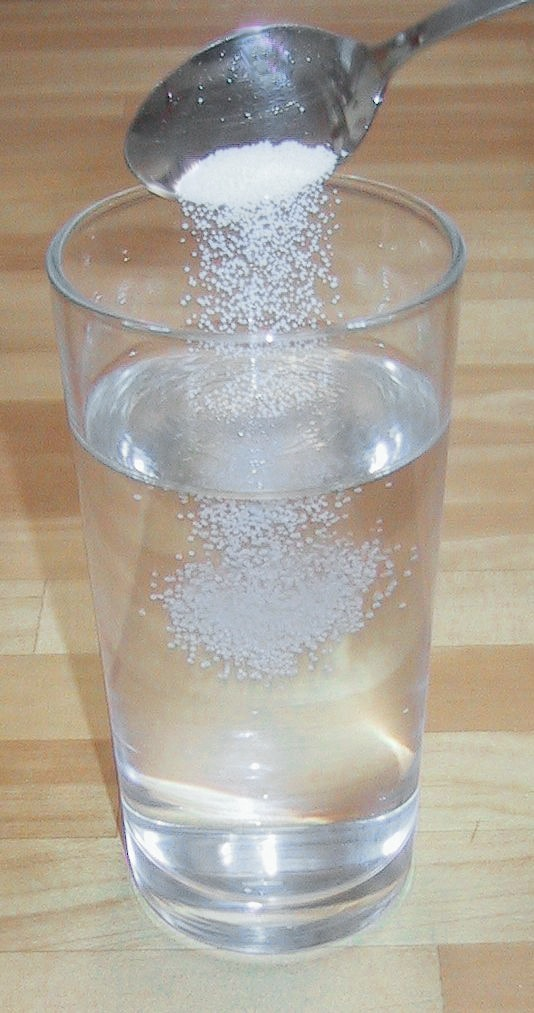
Mischt man Kochsalz und Wasser, so werden die Natrium- und Chloridionen im Wasser gelöst, d. h. voneinander getrennt und einzeln von Wassermolekülen umgeben.

Einatomige Ionen bilden sich aus neutralen Atomen, wenn diese Elektronen abgeben oder aufnehmen. Zur Entfernung von Elektronen muss Ionisierungsenergie aufgewendet werden, bei der Aufnahme von Elektronen wird die Elektronenaffinität genannte Energie umgesetzt.
Zur qualitativen Erklärung der Existenz verschiedener Ionen gibt es mehrere Ansätze, z. B. die Oktettregel oder die Elektronenkonfiguration. Ihnen liegt zugrunde, dass die Aufnahme oder Abgabe eines weiteren Elektrons einen deutlich größeren Energieaufwand bedeuten würde. Darum spricht man auch von „energetisch begünstigten“ Elektronenkonfigurationen wie s2, s2p6 (Edelgaskonfiguration), d10 oder d10s2.
Auch neutrale Moleküle können Ionen bilden, indem sie geladene Atome oder Atomgruppen abspalten oder aufnehmen. Man nennt diese Ionen Molekülionen oder mehratomige Ionen. Wichtige Molekülionen werden durch die Übertragung von Wasserstoff-Kationen bei Säure-Base-Reaktionen gebildet, z. B. das Nitrat-Ion NO3− aus der Salpetersäure HNO3. In der organischen Chemie werden auch größere Gruppen abgegeben oder aufgenommen, z. B. bei der Bildung des Tetraethylammonium-Ions aus Triethylamin.
Schließlich sind noch geladene Komplexverbindungen (Komplexionen) zu nennen.

### Kationen
Positiv geladene Ionen, die Kationen, werden gebildet, wenn Atome Elektronen abgeben. Da der Atomkern nach wie vor eine identische, positive Ladung besitzt (im neutralen Atom entspricht die Anzahl der Protonen im Kern der Anzahl der ihn umgebenden Elektronen), erscheint das Ion insgesamt als ein positiv geladenes Teilchen.
Beispiel: Metall-Ionen sind in der Regel positiv geladen.

Gleichungen für die Bildung von:
- Natrium-Ionen: Na → Na+ + e−
- Magnesium-Ionen: Mg → Mg2+ + 2e−
- Aluminium-Ionen: Al → Al3+ + 3e−
- Zinn-Ionen: Sn → Sn4+ + 4e−

### Anionen
Negativ geladene Ionen (Anionen) werden gebildet, indem Atome Elektronen aufnehmen. Dadurch entsteht ein Überschuss an Elektronen (negativen Ladungsträgern), der durch die vorhandenen Protonen (positiven Ladungsträger) nicht mehr ausgeglichen wird – die negativen Ladungen überwiegen, das Ion ist negativ geladen.
Beispiel: Nichtmetall-Ionen sind in der Regel negativ geladen.

Gleichungen für die-Bildung von:
- Chlorid-Ionen: Cl + e− → Cl−
- Sulfid-Ionen: S + 2e− → S2−

Bewegliche Ionen bilden sich spontan, wenn Salze in polaren Lösungsmitteln (Wasser) gelöst werden, z. B.
{\displaystyle \mathrm {{NaCl_{(s)}}{\longrightarrow }{Na_{(aq)}^{+}}+{Cl_{(aq)}^{-}}} }
Der Index „s“ steht für lat. solidus oder engl. solid, „fest“. Der Index „aq“ steht für aquatisiert.
Als Beispiel seien die wässrigen Milieus von Zellen und Organismen (Elektrolytlösung) genannt. Hier spielen sie eine entscheidende Rolle für die elektrischen Vorgänge an Membranen, insbesondere für die Erregbarkeit (Membranpotential, Aktionspotential).

## Kennzeichnung
Die Ionenladung gibt an, wie viele positive oder negative elektrische Ladungen ein Ion besitzt. Sie wird durch eine hochgestellte arabische Ziffer mit nachstehendem Plus- oder Minuszeichen angegeben.
Die allgemeine Form lautet An− beziehungsweise An+.
Beispiele sind:

Molekül-Anion Tetrafluoroborat

- Na+ – Natrium-Ion (n wird hier weggelassen, da n gleich eins ist)
- S2− – Sulfid-Ion
- NH4+ – Ammonium-Ion, ein Molekülion

Bei Molekülionen wird die Valenzstrichformel des Moleküls in eckige Klammern gesetzt und die Ionenladung hochgestellt hinter der Klammer angegeben.
In der Spektroskopie werden zur Kennzeichnung von Spektren ionisierter Atome auch römische Zahlen verwendet, wobei Spektrallinien des neutralen Atoms mit I (eins) bezeichnet werden. Zum Beispiel wird „He I“ den Linien des neutralen Heliums zugeordnet und „C IV“ den Linien von dreifach ionisiertem Kohlenstoff.

## Eigenschaften
Der Radius von Ionen unterscheidet sich von dem des entsprechenden Atoms:
- der Kationenradius ist kleiner – aufgrund der Nichtbesetzung der äußeren Atomorbitale
- der Anionenradius ist meistens größer, da die äußeren Orbitale mit Elektronen aufgefüllt und/oder weitere Orbitale neu besetzt werden.

Abhängig vom Verhältnis von Ladung zu Radius wirken Ionen unterschiedlich polarisierend in chemischen Bindungen.
Ionen unterschiedlicher Ladung bilden durch die Ionenbindung Salze. Lösungen, die ionische Substanzen enthalten, leiten elektrischen Strom und heißen daher Elektrolyte. Die Ursache für die Leitung des elektrischen Stromes ist die translatorische Beweglichkeit der Ionen innerhalb der Lösung. Informationen über die translatorische Beweglichkeit von Ionen in der Elektrolytlösung, wie deren Diffusionskoeffizient oder deren Beweglichkeit {\displaystyle \mu } im elektrischen Feld, kann man über Feldgradienten-NMR-Methoden erhalten. Die Messung von {\displaystyle \mu } kann aber auch mit der „klassischen Methode“ der „Bewegten Grenzfläche“ (moving boundary) erfolgen.
Ein cyclisches Ion ist ein Ion, das in einer Ringstruktur aufgebaut ist.

## Vorkommen
Ionen mit mehr als drei Unter- oder Überschussladungen kommen in der Chemie nur selten vor.
In der Physik werden Ionen zu bestimmten experimentellen Zwecken z. B. mit Ionenquellen erzeugt. Sie kommen aber auch in der Natur vor, z. B. im Sonnenwind, beim Rekombinationsleuchten von Meteoren, bei Polarlichtern, bei einem Gewitterblitz oder bei einem Elmsfeuer (vergleiche auch Elektrometeore).
Gasionen spielen bei den Leitungsvorgängen in Leuchtstofflampen und anderen Gasentladungen eine Rolle (elektrische Funken, Blitze). Ein (fast) vollständig ionisiertes Gas bezeichnet man als Plasma.
Ionisierte Edelgase können Ionenbindungen eingehen. Edelgas-Halogenid-Verbindungen werden in Excimerlasern verwendet.
Bei Molekülen mit zwei oder mehreren funktionellen Gruppen kann es vorkommen, dass sie an einer Gruppe eine positive, an einer anderen eine negative Ladung tragen (insgesamt ist das Molekül dann neutral); solche polaren Moleküle werden auch als Zwitterionen bezeichnet. Beispielsweise tragen Aminosäuren zugleich eine Aminogruppe und eine Carbonsäuregruppe. Ein Zwitterion kann in einer Lösung je nach pH-Wert positiv oder negativ geladen sein.
Elektrolyte spielen eine große Rolle in Stoffwechselvorgängen und in Batterien, z. B. Lithium-Ionen-Batterien. Die Elektrolyte im Blut stabilisieren den Säure-Basen-Spiegel und regulieren die Nerven- und Muskelfunktion.